# Matinera de Sulawesi
La matinera de Sulawesi (Pellorneum celebense) és un ocell de la família dels pel·lorneids (Pellorneidae).

## Hàbitat i distribució
Habita els boscos de Sulawesi i les properes illes Malenge i Buntung.